# Anita Figueredo
Anita V. Figueredo (Costa Rica, 24 de agosto de 1916-19 de febrero de 2010) fue una cirujana y filántropa estadounidense, la primera médica de Costa Rica y la primera cirujana en ejercer en San Diego, California. Fue incluida póstumamente en el Salón de la Fama de la Mujer de San Diego en 2015.

## Educación
Nació en Costa Rica, hija de Roberto Figueredo, un conocido futbolista nacido en Cuba. Fue criada por su madre, Sarita Villegas, en Harlem del Este después de que inmigraron en 1921. Se matriculó en Manhattanville College of the Sacred Heart a los quince años con una beca completa y se graduó en 1936. Fue una de las cuatro mujeres admitidas en el Long Island Medical College en ese año.
Fue una de las dos primeras mujeres residentes de cirugía en el Memorial Hospital for Cancer en Nueva York, durante la Segunda Guerra Mundial, cuando muchos estudiantes de medicina masculinos estaban sirviendo en el ejército. Fue la primera mujer de Costa Rica en obtener un título de médica.

## Carrera profesional
En 1946. mientras era una joven médica del personal del Memorial en Nueva York, fue una de las delegadas panamericanas que formuló una declaración de derechos humanos para el proceso del Tratado de París. Figueredo presentó los acuerdos del grupo para su aprobación, que fue unánime.
Pasó la mayor parte de su carrera como oncóloga quirúrgica en el Hospital Scripps Memorial en el sur de California. Fue la primera mujer cirujana en San Diego. Era conocida por pararse en un taburete para realizar una cirugía, ya que medía menos de cinco pies de altura (1,50 m).
Como filántropa, cofundó Friends of the Poor en 1982, una organización benéfica para llevar alimentos, ropa y atención médica a lugares desatendidos, inicialmente en Baja California; la organización luego mantuvo proyectos en tres continentes. En la década de 1950 inició una larga y estrecha asociación con la Madre Teresa. También fue miembro de la junta fundadora del San Diego College for Women - Universidad de San Diego, y patrocinadora del San Diego Women's Bank.
En 1954 fue honrada por el papa Pío XII con la medalla papal Pro Ecclesia et Pontifice, por su trabajo de servicio. Fue fideicomisaria del Ayuntamiento de La Jolla de 1956 a 1968. En 2009 ganó el premio Lifetime Achievement Award del Scripps Memorial Hospital. En 2009 se publicó una biografía de Figueredo, escrita por su hija mayor, Sarita Eastman.

## Vida personal
Se casó con el médico William J. Doyle en 1942. Estuvieron casados cincuenta y ocho años hasta que ella enviudó en 1999. Tuvieron nueve hijos, seis de los cuales le sobrevivieron
Falleció en 2010, a los noventa y tres años, en su casa de La Jolla, California, tras una hemorragia cerebral. Fue incluida póstumamente en el Salón de la Fama de la Mujer de San Diego en 2015.